# Lípa republiky (Vokovice)
Lípa republiky ve Vokovicích je významný strom, který roste na sídlišti Červený Vrch při ulici Evropská poblíž tramvajové zastávky Červený Vrch.

## Popis
Strom roste na zatravněné ploše mezi bytovým domem a ulicí Evropská. Obvod kmene má 129 cm, výška není uvedena (r. 2018). V databázi významných stromů Prahy je zapsán od roku 2018.

## Historie
Lípa svobody byla vysazena 28. října 1968 na připomínku 50. výročí vzniku Československé republiky. Zasadili ji zaměstnanci bývalého obvodního úřadu Prahy 6 a členové Obvodního výboru Českého svazu bojovníků za svobodu. Před stromem je umístěn kamenný kvádr.